# Remo Mally
Remo Mally (Wagna, 24 marzo 1991) è un ex calciatore austriaco, di ruolo difensore.

## Carriera
Ha giocato nella prima divisione austriaca.

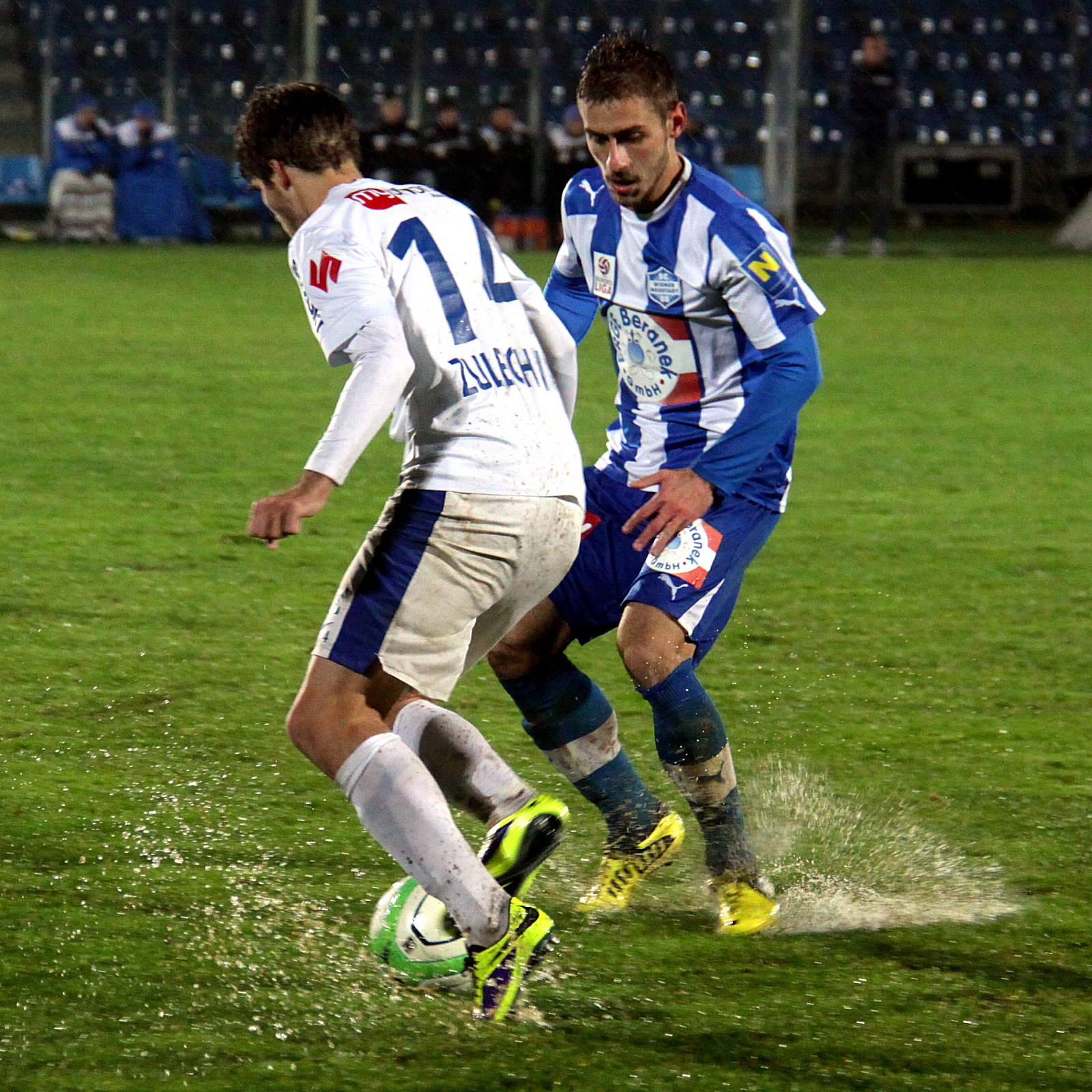
Remo Mally (in maglietta blu) durante il match contro il SV Grödig, 23 novembre 2013

## Palmarès

### Club

#### Competizioni nazionali
- Campionato austriaco: 1

Austria Vienna: 2012-2013